# Far East of Eden Zero
Far East of Eden Zero, conocido en Japón como Tengai Makyō Zero (天外魔境ZERO?), es un videojuego de rol hecho por la compañía Red Entertainment y comercializado por Hudson en 1995 para la Super Nintendo.

## Características
La característica más importante de este juego es que intentó ser el primero de muchos con un sistema al que sus programadores llamaron PLG (Personal Life Game), un concepto según el cual se incorpora en el cartucho un reloj interno cuya fecha determina la aparición de ciertos eventos en el juego. Al encender el juego hay que ajustar fecha y hora y a partir de ese momento el tiempo corre en tiempo real. Esto da muchas posibilidades: oscurece y amanece a la vez que en la vida real, las tiendas tienen horarios y algunas solo abren ciertos días. En cada pueblo se hacen festividades ciertos días y en ese momento se puede aprovechar para comprar artículos interesantes, e incluso se puede celebrar la Navidad. También incluye el concepto de adoptar mascotas, las cuales deben ser cuidadas a diario porque, si no, mueren (como dato curioso este juego utilizó este concepto antes de la aparición de la mascota virtual Tamagochi de Bandai). Otros juegos que utilizan PLG son Pokémon oro y Pokémon plata para Game Boy o Pokémon Edición Cristal para Game Boy Color.

## Historia
El mundo de Jiphang consta de 6 reinos, el Reino del Oso de Fuego (Hijuma Koku ひじゅまこく), el Reino del Pavo Real (Kujaku Koku くじゃくこく), el Reino de la Tortuga (Kame Koku かめこく), el Reino de la Grulla (Tsuru Koku つるこく), el Reino del Perro (Inugami Koku ぃぬがみこく), el Reino del Dragón (Ryu ou Koku りゅおうこく). De estos el Reino del Dragón es el más poderoso y ha mantenido una política pacífica desde hace mucho tiempo. El juego muestra una secuencia de escenas donde se ve que el nuevo rey del reino del Dragón entra a la corte y es saludado por su sirviente, el nuevo rey es el más joven de dos hermanos y su sirviente le revela que la antigua Flama lo ha escogido. El Rey se preocupa por su hermano mayor pero su sirviente le dice que no tiene que temer ya que la antigua flama lo escogió a él. En otra habitación su hermano mayor habla con Ninigi, este le aconseja que él debería ser el rey y no su hermano y que mate a su hermano de esta forma él podrá convertirse en rey.
En otra escena se muestra hablando a dos guardias que custodian las Puertas al Infierno sobre el notado disgusto del hermano mayor, de repente aparece el hermano mayor y los mata, entonces rompe el sello y libera a Ninigi para poseer su poder. Antes de morir el hermano menor le dice "aun si me matas, no podrás extinguir la antigua flama". Al final se ven los tres ojos de Ninigi mirando en la Puertas al Infierno.

## Personajes

### Los Buenos
- Higan (ヒガン): El protagonista del juego, vive en la villa Hikage, es el nuevo elegido por la antigua flama, ya que lo tiene en su sangre por herencia de su madre, él deberá viajar por todos los reinos para liberarlos de Ninigi y sus secuaces.

- Ji (ジ): Es el abuelo materno de Higan, es asesinado por Raind.

- Binta((ビイタ) y Gekotsu (ゲコツ): Son amigos de Higan, estos personajes sólo los controlas al principio del juego.

- Hisui (ヒスイ). Es un hada que está próxima a morir y necesita la ayuda de Higan para que una nueva hada nazca para que ocupe su lugar. Este personaje lo conoces en el bosque Inochi no Mori.

- Subaru (スバル): Es la nueva hada que acompañara a Higan en sus aventuras, este personaje lo conoces antes del primer enfrentamiento contra Akamaru.

- Tenji (テンジ): Compañero de Higan, este personaje lo conoces en la villa Sake en el reino de la Grulla después de haber hecho unos trabajos. Está unido en cuerpo con Mizuki.

- Mizuki (みずき). Compañera de Higan y novia de Tenji. Tenji y Mizuki fueron víctimas de Juri que les hizo un conjuro mágico de la flauta Mandara no Fume por lo que intercambian sus cuerpos cada vez que tocan la flauta este personaje lo conoces durante el enfrentamiento contra Juri.

- Yume no Kenshi (ゆめのけんし). Es una especie de espadachín vagabundo, te lo encontraras varias veces conforme avances en el juego.

### Los Malos

#### Jefes
- Raind (ラインヅ): Maestro en el manejo del hielo, asesino al abuelo de Higan, es el jefe del Reino del Oso de Fuego

- Akamaru (あかまる): Es el dirigente de la Torre Roja y jefe del Reino Pavo Real, un personaje enano, gordo con lentes, este personaje lo conoces en la aldea Kujaku Jinja en el Reino del Pavo Real, te engañara para que le hagas unos trabajos antes de enfrentarlo.

- Sara (サラ): Esta locamente enamorada de Tenji, por su tristeza el Reino de la Grulla está en sequía.

- Juri (ヅュリ): Jefe del Reino de la Tortuga, tiene habilidades especiales sobre las plantas, él fue quien hechizo a Tenji y Mizuki por la flauta Mandara no Fue.

- Kingin (キンギン): Jefe del Reino del Perro, es un gato que ha oprimido a los habitantes de este reino obligándoles rendir culto a los gatos.

- Ninigi (ニニギ): Jefe Final de Juego, él fue quien engaño al hermano mayor del rey para romper el sello de las Puertas al Infierno para liberar su gran poder.

#### Subjefes
- Aomaru (あおまる) y Kimaru (きまる)': Amigos de Akamaru, idénticos, la única diferencia es el color de sus trajes, estos los enfrentas junto con Akamaru dentro de las cascadas de Majin en el Reino del Perro.

- Gaen (ガエン): Un tragafuegos, lo enfrentas en la villa Katana en Takamahara.

- Mugen (ムゲン): Un ser con apariencia a planta, expela gases tóxicos, lo enfrentas en la villa Kagami en Takamahara.

- Suima (スイマ): Un oso hormiguero, lo enfrentas en la villa Tamatsukiri en Takamahara.

- Kokubyaku (コクビャク): Un androide, es la mano derecha de Ninigi, lo enfrentaras en el palacio en Takamahara.

## Reinos
El Reino del Oso de Fuego (Hijuma Koku)
Este reino es el hogar de Higan, aquí es donde comienza tus aventuras para demostrar que eres el valiente del fuego.
El Reino del Pavo Real (Kujaku Koku)
El problema de este reino es la lluvia roja que cae constantemente lo que provoca que la gente enferme y la comida se pudra.
El Reino de la Tortuga (Kame Koku)
El problema de este reino es que hay un denso bosque donde antes había mar e islas.
El Reino de la Grulla (Tsuru Koku)
El problema de ester reino es el inmenso desierto donde antes había un hermoso valle.
El Reino del Perro (Inugami no Koku)
El problema de este reino es que los habitantes están obligados a rendirle culto a los gatos.
El reino del Dragón (Ryu ou Koku)
El reino final del juego y base de Ninigi.
Takamahara (たかまはら): Este reino se ubica en el cielo, es una especie de reino secreto.